# غاري غليك
غاري غليك (بالإنجليزية: Gary Glick)‏ هو لاعب كرة قدم أمريكية أمريكي، ولد في 14 مايو 1930 في غرانت في الولايات المتحدة، وتوفي في 11 فبراير 2015 في فورت كولنز في الولايات المتحدة.

## وصلات خارجية
- غاري غليك على موقع مرجع كرة القدم المحترفة.كوم (الإنجليزية)
- غاري غليك على موقع قاعة كولورادو للمشاهير الرياضية (الإنجليزية)